# Brouwer (cráter)
Brouwer es un gran cráter de impacto que se encuentra en el hemisferio sur de la cara oculta de la Luna. Invadiendo el borde occidental de Brouwer se encuentra el cráter más reciente y algo menor Langmuir. Más hacia el este-sureste aparece la llanura amurallada del cráter de mayor tamaño Blackett.
Se trata de una formación de cráteres antiguos, con un borde que ha sido fuertemente desgastado debido a impactos posteriores. El lado este y norte del borde todavía se pueden adivinar en el terreno irregular, pero el borde sur está casi completamente desintegrado. El suelo interior es áspero en la mitad sureste, y algo más nivelado y más suave al noroeste. Justo al sureste del punto medio del cráter está situado el cráter satélite Brouwer H. Si el cráter hubiera poseído alguna vez un pico central, seguramente habrá sido borrado por esta última formación.

## Cráteres satélite

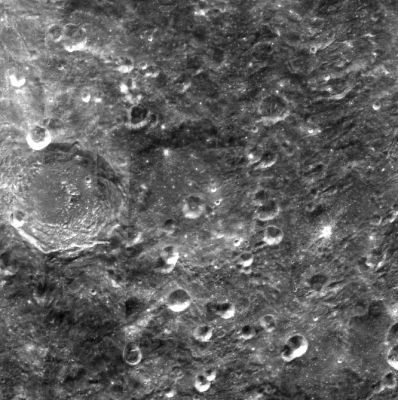
Fotografía de la misión Clementine (1994)

Por convención estos elementos son identificados en los mapas lunares poniendo la letra en el lado del punto medio del cráter que está más cerca de Brouwer.
|         | \| Brouwer \| Coordenadas \| Diámetro \| \| ------- \| -------------------------------- \| -------- \| \| C \| 33°24′S 122°06′O / -33.4, -122.1 \| 26 km \| \| H \| 35°54′S 124°24′O / -35.9, -124.4 \| 19 km \| \| P \| 38°36′S 126°30′O / -38.6, -126.5 \| 29 km \| |          |
| Brouwer | Coordenadas | Diámetro |
| C       | 33°24′S 122°06′O / -33.4, -122.1 | 26 km    |
| H       | 35°54′S 124°24′O / -35.9, -124.4 | 19 km    |
| P       | 38°36′S 126°30′O / -38.6, -126.5 | 29 km    |

## Referencias

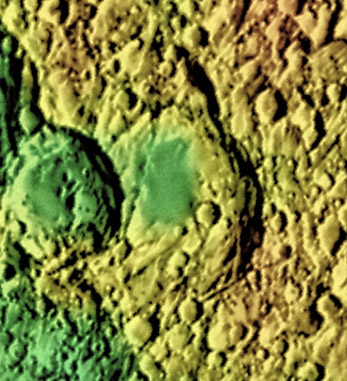
Entorno de Brouwer